# Golf van Vasto
De Golf van Vasto (Italiaans: Golfo di Vasto of Golfo d'Oro) is een baai van de Adriatische Zee aan de kust van de Abruzzen in Italië. De naam komt van de stad Vasto, die aan de golf ligt. De baai strekt zich uit tussen Punta Penna en de grens tussen Abruzzen en Molise.

## Beschrijving
De kust van de golf bevat de belangrijkste commerciële haven van de stad, de haven van Vasto, gelegen in het gebied van de oude haven, waar de Toren van Punta Penna (16e eeuw) staat, een uitkijkpost tegen de Turkse invasies in 1500. In dit gebied staat ook de vuurtoren van Punta Penna, herbouwd nadat de Duitsers hem ondermijnden in 1944, en hij is 70 meter hoog. Daarnaast is er de kleine kerk van Santa Maria di Pennaluce, omringd door kleine huizen die bewoond worden door arbeiders uit de haven.
Een ander deel aan de Golf van Vasto is de wijk Marina, gelegen aan de voet van de oude stad, waar in de jaren 1960 een sterke stedelijke ontwikkeling plaatsvond voor het zomertoerisme. Aanvankelijk stonden in de jachthaven laat 19e-eeuwse woonhuizen zoals Villa Marchesani, waar in 1940-43 ook een concentratiekamp was gevestigd; de parochie was de neogotische kerk van Stella Maris, gebouwd ter vervanging van een eerdere kerk (1902). In de jaren 1960 begon de bouw langs de Strada Statale Adriatica. Culturele evenementen worden georganiseerd door de Comunità Golfo D'Oro di Vasto. Vanuit de jachthaven vertrekken schepen voor tochten door het gebied en langs de kustlijn.

## Galerij

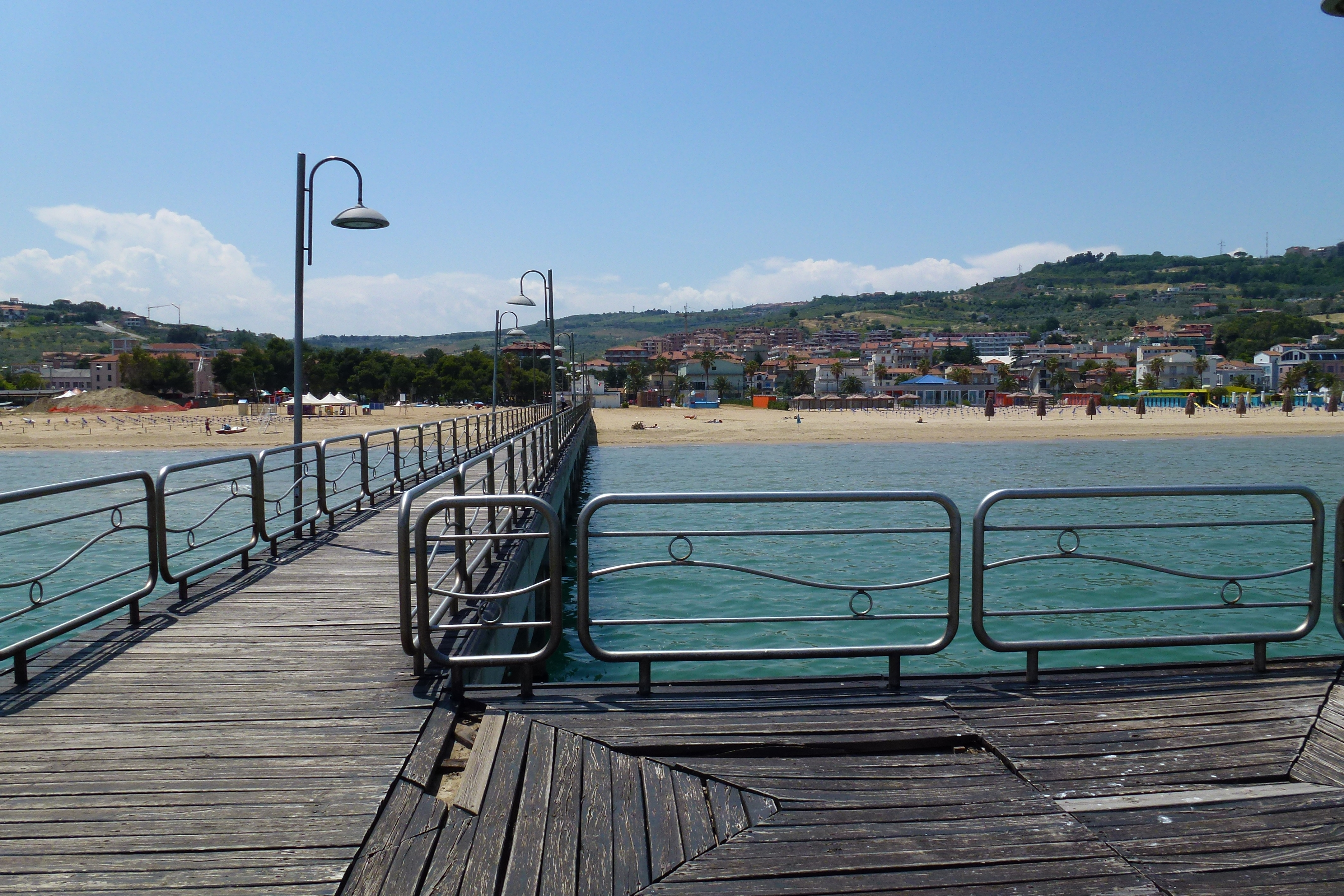
De pier
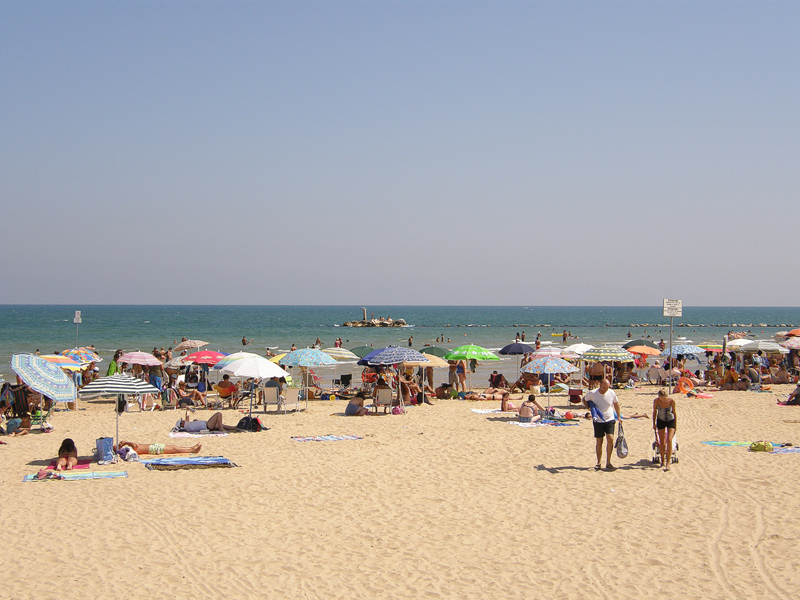
Het strand
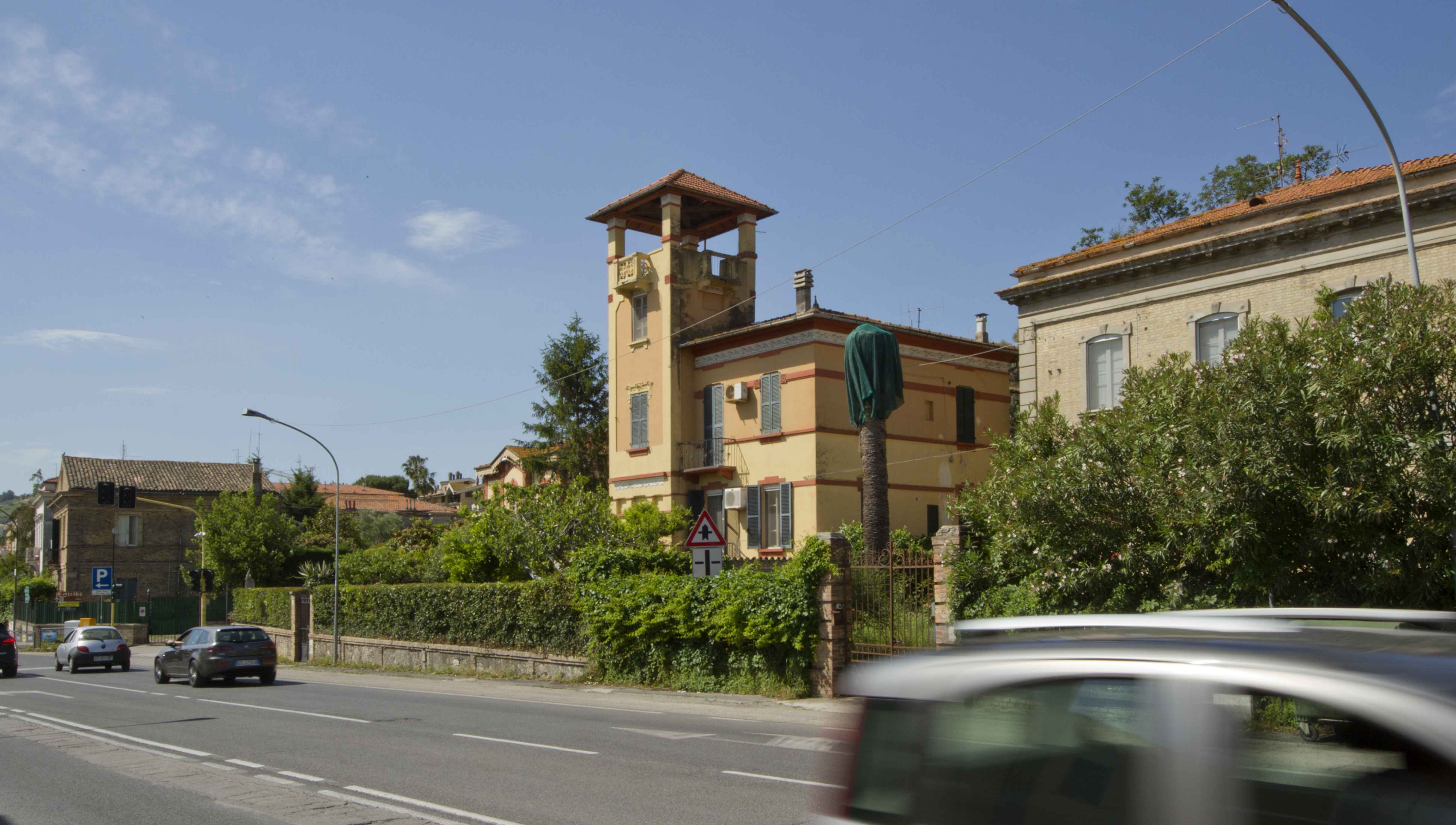
Villino Arctea
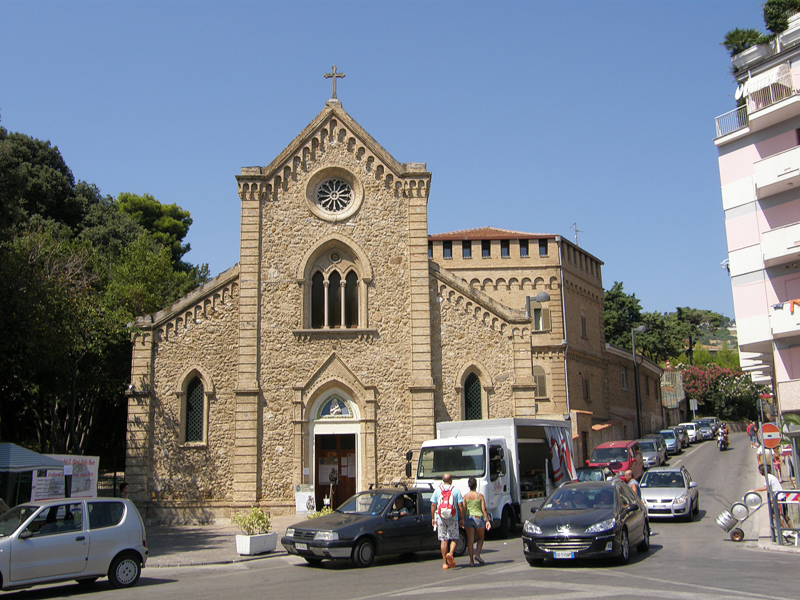
De kerk van Santa Maria Stella Maris